# Nebaliella
Nebaliella is een geslacht van kreeftachtigen uit de klasse van de Malacostraca (hogere kreeftachtigen).

## Soorten
- Nebaliella antarctica Thiele, 1904
- Nebaliella brevicarinata Kikuchi & Gamô, 1992
- Nebaliella caboti Clark, 1932
- Nebaliella declivatas Walker-Smith, 1998
- Nebaliella extrema Thiele, 1905